# 川添万寿得

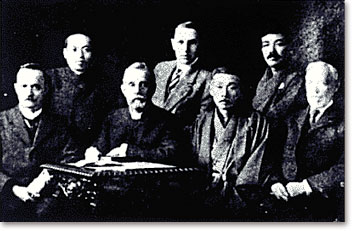
文語新約改訳委員のメンバー、左からC・K・ハーリントン、別所梅之助、H・J・フォス、C・S・デビソン、松山高吉、川添万寿得、ラーネッド

川添 万寿得（かわぞえ ますえ、1870年10月20日（明治3年9月26日） - 1938年（昭和13年）7月11日）は日本基督教会の牧師である。

## 生涯
1870年（明治3年）土佐藩士橋本家の2男として高知県江ノ口村に生まれる。その後、叔母の川添家の養子になる。
1888年（明治21年）高知教会で洗礼を受ける。1892年（明治25年）に片岡健吉と共に、上京し明治学院神学部に入学する。
明治学院を卒業後に長野県佐久郡に伝道に行く。1897年（明治30年）按手礼を受けて正式に牧師になる。1902年（明治35年）に渡米し、オーバン神学校に留学する。
1905年（明治38年）に帰国して、東京三田四国町に「みくに伝道会」を起こす。また、植村正久に師事して、『福音新報』の編集に携わる。
1906年（明治39年）以降は、長崎、大阪の教会を牧会し、東山学院と大阪伝道同志館（大阪神学院）の講師を務める。
1910年（明治43年）にギリシア語に堪能であったので、聖書改訳委員会に就任し、1917年（大正6年）の大正改訳聖書の完成まで務めた。
1917年から青山教会に赴任し、青山学院と明治学院神学部および、東京神学社の講師を務める。1929年（昭和4年）4月明治学院神学部長に、翌年からは日本神学校の初代校長に就任した。
1935年（昭和10年）日本基督教会大会議長に選ばれる。議長として満州・朝鮮などへの巡回旅行を行う。しかし、病気に倒れ、1936年（昭和11年）以降療養に専念する。1938年（昭和13年）に青山教会を辞任し、名誉牧師になるが、その年の7月に死去する。

## 著書
- 『故千屋牧師の記念』新栄教会葬儀委員、1927年。 NCID BA46528875。
- 『枡富安左衛門追想録』枡富テルコ、1935年10月。 NCID BN14894999。
- 『川添万寿得遺稿選集』青山書院、1943年3月。 NCID BN15619366。